# Borisovo, Ruse
Borisovo (în bulgară Борисово) este un sat în comuna Slivo Pole, regiunea Ruse,  Bulgaria. 

## Demografie
Componența etnică a satului Borisovo
     Bulgari (67,8%)
     Turci (29,18%)
     Nicio identificare (3,01%)
     Romi (0%)
La recensământul din 2011, populația satului Borisovo era de 764 locuitori. Din punct de vedere etnic, majoritatea locuitorilor (67,8%) erau bulgari, cu o minoritate de turci (29,18%). Pentru 3,01% din locuitori nu este cunoscută apartenența etnică.